# Villarejo-Periesteban (kommunhuvudort)
Villarejo-Periesteban är en kommunhuvudort i Spanien.   Den ligger i provinsen Provincia de Cuenca och regionen Kastilien-La Mancha, i den centrala delen av landet, 120 km sydost om huvudstaden Madrid. Villarejo-Periesteban ligger 920 meter över havet och antalet invånare är 511.
Terrängen runt Villarejo-Periesteban är platt, och sluttar söderut. Runt Villarejo-Periesteban är det glesbefolkat, med 17 invånare per kvadratkilometer. Närmaste större samhälle är San Lorenzo de la Parrilla, 7,3 km öster om Villarejo-Periesteban. Trakten runt Villarejo-Periesteban består till största delen av jordbruksmark.